# Ледники Рейнира
На горе Рейнир, высочайшей вершине Каскадных гор и самом высоком вулкане США (не считая Аляски), находятся 40 ледников общей площадью 87 км². Самым крупным из них является ледник Эммонса длиной 9,3 км и площадью 14 км² (11,1 км² по данным на 2005 год).

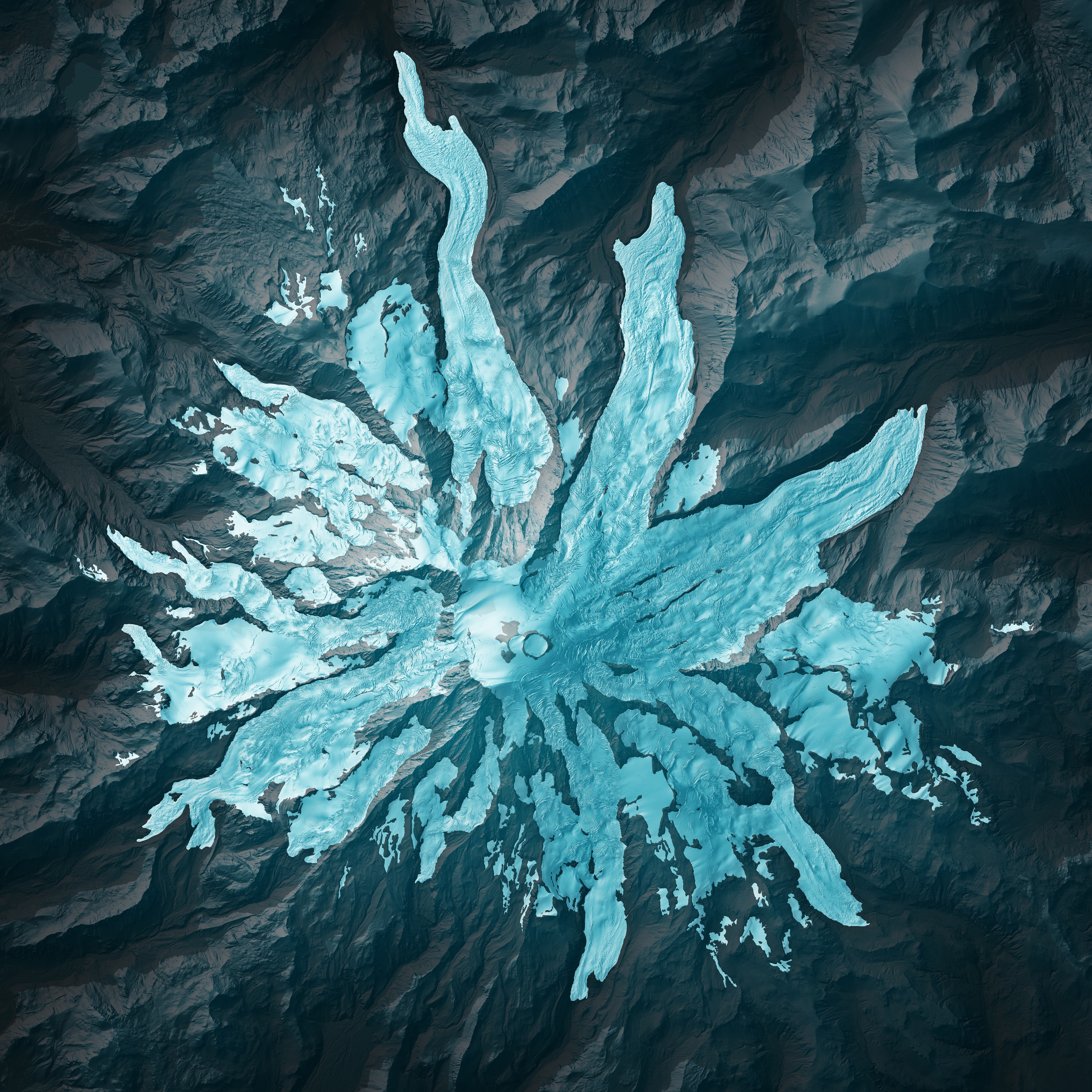
Ледники и снежные поля Рейнира согласно данным LIDAR (2007—2008)

## Список ледников
| Название                         | Англ.                | История                                                                                 | Местонахождение                                                                                         | Площадь                  | Длина  | Толщина | Объём      | Истоки рек                          | Иллюстрация |
| -------------------------------- | -------------------- | --------------------------------------------------------------------------------------- | --- | ------------------------ | ------ | ------- | ---------- | ----------------------------------- | ----------- |
| Ледник Ван Трампа                | Van Trump Glacier    |                                                                                         | |                          |        |         |            |                                     |             |
| Ледник Ингрехема                 | Ingraham Glacier     | Эдвард Ингрехем                                                                         | юго-восточный хребет, между Gibraltar Rock и Disappointment Cleaver, с южной стороны Little Tahoma Peak |                          | 4,2 км |         |            | Каулиц                              |             |
| Ледник Интер                     | Inter Glacier        |                                                                                         | | 0,8 км²                  |        |         |            | Уайт-Ривер                          |             |
| Ледник Карбон                    | Carbon Glacier       |                                                                                         | северный склон                                                                                          | 8.0 km²                  | 9,2 км | 210 м   | 0.83 km³   | Карбон                              |             |
| Ледник Каулиц                    | Cowlitz Glacier      | индейцы Каулитц                                                                         | юго-восточный склон                                                                                     | 3,4 км²                  |        |         | 170 млн м³ | Каулиц                              |             |
| Ледник Каутца                    | Kautz Glacier        | Август Каутц                                                                            | южный склон                                                                                             | 4.7 km² (1983)           |        |         | 221 млн м³ | каскады Каутц-Крик                  |             |
| Кратерный ледник                 |                      |                                                                                         | центральный кратер                                                                                      |                          |        |         |            |                                     |             |
| Ледник Либерти-Кэп               | Liberty Cap Glacier  |                                                                                         | |                          |        |         |            |                                     |             |
| Ледник Нискуалли                 | Nisqually Glacier    |                                                                                         | |                          |        |         |            | Нискуалли                           |             |
| Ледник Норт-Мович                | North Mowich Glacier |                                                                                         | |                          |        |         |            |                                     |             |
| Ледник Оханепикош                | Ohanapecosh Glacier  |                                                                                         | | 1,6 км²                  |        |         |            | Оханепикош, Мадди-Форк-Каулиц-Ривер |             |
| Ледник Парадайз                  | Paradise Glacier     | Включал в себя исчезнувший ледник Стивенса и ныне исчезнувшую пещерную систему Парадайз | |                          |        |         |            |                                     |             |
| Ледник Пирамид                   | Pyramid Glacier      |                                                                                         | |                          |        |         |            |                                     |             |
| Ледник Пьюаллуп                  | Puyallup Glacier     |                                                                                         | |                          |        |         |            |                                     |             |
| Ледник Расселла                  | Russell Glacier      |                                                                                         | |                          |        |         |            |                                     |             |
| Ледник Саксесс                   | Success Glacier      |                                                                                         | |                          |        |         |            |                                     |             |
| Сансет-Амфитеатр                 | Sunset Amphitheater  |                                                                                         | |                          |        |         |            |                                     |             |
| Ледник Сарвент                   | Sarvant Glacier      |                                                                                         | |                          |        |         |            |                                     |             |
| Ледник Саут-Мович                | South Mowich Glacier |                                                                                         | |                          |        |         |            |                                     |             |
| Ледник Саут-Тахома               | South Tahoma Glacier |                                                                                         | |                          |        |         |            |                                     |             |
| Ледник Тахома                    | Tahoma Glacier       |                                                                                         | |                          |        |         |            |                                     |             |
| Ледник Уилливакас                | Williwakas Glacier)  |                                                                                         | |                          |        |         |            |                                     |             |
| Ледник Уилсона                   | Wilson Glacier       |                                                                                         | | 1,3 км² (1983)           |        |         |            |                                     |             |
| Ледник Уинтропа                  | Winthrop Glacier     |                                                                                         | |                          |        |         |            |                                     |             |
| Ледник Уитмана                   | Whitman Glacier      |                                                                                         | |                          |        |         |            |                                     |             |
| Ледник Флетта                    | Flett Glacier        |                                                                                         | |                          |        |         |            |                                     |             |
| Ледник Эдмунса                   | Edmunds Glacier      |                                                                                         | |                          |        |         |            |                                     |             |
| Ледник Фрайингпэн («Сковородка») | Fryingpan Glacier    |                                                                                         | |                          |        |         |            | Уайт-Ривер                          |             |
| Ледник Эммонса                   | Emmons Glacier       |                                                                                         | | 14 км² / 11,1 км² (2005) |        |         |            |                                     |             |

- Ледник Ван Трампа[англ.] (Van Trump Glacier)
- Ледник Ингрехема[англ.] (Ingraham Glacier)
- Ледник Интер[англ.] (Inter Glacier), 0,8 км², питает водами Уайт-Ривер[англ.]
- Ледник Карбон[англ.] (Carbon Glacier), питает водами Карбон-Ривер[англ.]
- Ледник Каулиц[англ.] (Cowlitz Glacier), 3,4 км², питает водами реку Каулиц
- Ледник Каутца[англ.] (Kautz Glacier)
- Кратерный ледник
- Ледник Либерти-Кэп[англ.] (Liberty Cap Glacier)
- Ледник Нискуалли[англ.] (Nisqually Glacier), питает водами Нискуалли
- Ледник Норт-Мович[англ.] (North Mowich Glacier)
- Ледник Оханепикош[англ.] (Ohanapecosh Glacier), 1,6 км², питает водами Оханепикош[англ.] и Muddy Fork Cowlitz River
- Ледник Парадайз[англ.] (Paradise Glacier)
- Ледник Пирамид[англ.] (Pyramid Glacier)
- Ледник Пьюаллуп[англ.] (Puyallup Glacier)
- Ледник Расселла[англ.] (Russell Glacier)
- Ледник Саксесс[англ.] (Success Glacier)
- Сансет-Амфитеатр[англ.] (Sunset Amphitheater)
- Ледник Сарвент[англ.] (Sarvant Glacier)
- Ледник Саут-Мович[англ.] (South Mowich Glacier)
- Ледник Саут-Тахома[англ.] (South Tahoma Glacier)
- Ледник Тахома[англ.] (Tahoma Glacier)
- Ледник Уилливакас[англ.] (Williwakas Glacier)
- Ледник Уилсона[англ.] (Wilson Glacier), 1,3 км² (1983)
- Ледник Уинтропа[англ.] (Winthrop Glacier)
- Ледник Уитмана[англ.] (Whitman Glacier)
- Ледник Флетта[англ.] (Flett Glacier)
- Ледник Эдмунса[англ.] (Edmunds Glacier)
- Ледник Фрайингпэн[англ.] (Fryingpan Glacier, «Сковородка»), питает водами Уайт-Ривер[англ.]
- Ледник Эммонса (Emmons Glacier), 14 км² / 11,1 км² (2005)